# Güneli

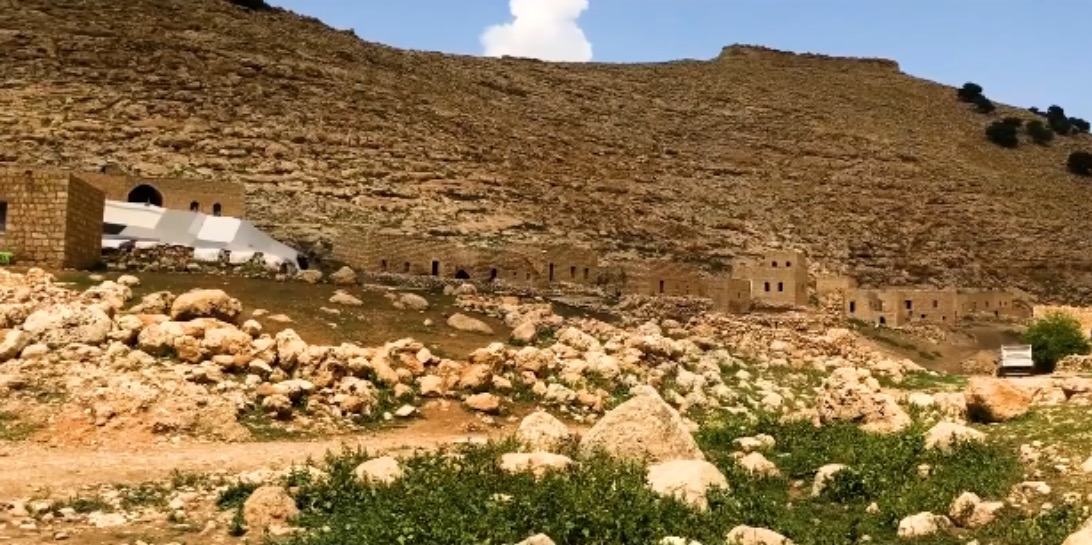
Blick auf das Dorf Güneli (Geliyê Sora)

Güneli (kurmandschi: Geliyê Sora oder Geli Sora) ist ein jesidisches Dorf im Südosten der Türkei. Das Dorf liegt ca. 30 km nordöstlich von Nusaybin im gleichnamigen Landkreis Nusaybin in der Provinz Mardin. Der Ort befindet sich im Gebirgszug Tur Abdin in Südostanatolien.

## Lage
Güneli (Geliyê Sora) liegt ca. 4 km nordwestlich von Çilesiz (Mezrê) und ca. 3,5 km nordwestlich von Mağaracık (Xanik). Der jesidische Friedhof Goristana Hesen Begê liegt südöstlich vom Ort in ca. 2,5 km Entfernung.

## Geschichte und Bevölkerung
Der ursprüngliche Name des Dorfes lautet Geliyê Sora (auch Geli Sora). Durch die Türkisierung geographischer Namen in der Türkei wurden die Dörfer umbenannt.